# Corte d'appello di Campobasso

Territorio del distretto di corte d'appello di Campobasso

Il distretto della Corte d'appello di Campobasso è formato dai circondari dei  Tribunali ordinari di Campobasso, Isernia e Larino.
Costituisce l'unica Corte d'appello nel territorio della regione Molise.

## Competenza territoriale civile e penale degli uffici del distretto
Le circoscrizioni territoriali sono aggiornate al testo della legge 27 febbraio 2015, n. 11 e dei decreti ministeriali 22 ottobre 2015 e 27 maggio 2016.

## Tribunale di Campobasso

### Giudice di pace di Campobasso
Baranello, Bojano, Busso, Campobasso, Campochiaro, Campodipietra, Campolieto, Casalciprano, Castelbottaccio, Castellino del Biferno, Castelmauro, Castropignano, Cercemaggiore, Cercepiccola, Civitacampomarano, Colle d'Anchise, Ferrazzano, Fossalto, Gambatesa, Gildone, Guardiaregia, Jelsi, Limosano, Lucito, Lupara, Matrice, Mirabello Sannitico, Molise, Monacilioni, Montagano, Montefalcone nel Sannio, Montemitro, Oratino, Petrella Tifernina, Pietracupa, Riccia, Ripalimosani, Roccavivara, Salcito, San Biase, San Felice del Molise, San Giovanni in Galdo, San Giuliano del Sannio, San Massimo, San Polo Matese, Sant'Angelo Limosano, Sepino, Spinete, Torella del Sannio, Toro, Trivento, Tufara, Vinchiaturo

## Tribunale di Isernia

### Giudice di pace di Agnone
Agnone, Belmonte del Sannio, Capracotta, Castel del Giudice, Castelverrino, Pescopennataro, Pietrabbondante, Poggio Sannita, Sant'Angelo del Pesco

### Giudice di pace di Castel San Vincenzo
Castel San Vincenzo, Cerro al Volturno, Colli a Volturno, Montenero Val Cocchiara, Pizzone, Rocchetta a Volturno, Scapoli

### Giudice di pace di Isernia
Acquaviva d'Isernia, Bagnoli del Trigno, Cantalupo nel Sannio, Carovilli, Carpinone, Castelpetroso, Castelpizzuto, Chiauci, Civitanova del Sannio, Duronia, Forlì del Sannio, Fornelli, Frosolone, Isernia, Longano, Macchia d'Isernia, Macchiagodena, Miranda, Monteroduni, Pesche, Pescolanciano, Pettoranello del Molise, Rionero Sannitico, Roccamandolfi,  Roccasicura, San Pietro Avellana, Santa Maria del Molise, Sant'Agapito, Sant'Elena Sannita, Sessano del Molise, Vastogirardi

### Giudice di pace di Venafro
Conca Casale, Filignano, Montaquila, Pozzilli, Sesto Campano, Venafro

## Tribunale di Larino

### Giudice di pace di Larino
Acquaviva Collecroce, Bonefro, Casacalenda, Colletorto, Guardialfiera, Guglionesi, Larino, Macchia Valfortore, Mafalda, Montecilfone, Montelongo, Montenero di Bisaccia, Montorio nei Frentani, Morrone del Sannio, Palata, Petacciato, Pietracatella, Provvidenti, Ripabottoni, Rotello, San Giuliano di Puglia, San Martino in Pensilis, Santa Croce di Magliano, Sant'Elia a Pianisi, Tavenna, Ururi

### Giudice di pace di Termoli[3]
Campomarino, Portocannone, San Giacomo degli Schiavoni, Termoli

## Altri organi giurisdizionali competenti per i comuni del distretto

### Sezioni specializzate
- Corte d’assise di Campobasso
- Corte d'assise d'appello di Campobasso
- Sezioni specializzate in materia di impresa presso il Tribunale e la Corte d’appello di Campobasso
- Tribunale regionale delle acque pubbliche di Napoli
- Sezione specializzata in materia di immigrazione, protezione internazionale e libera circolazione dei cittadini dell'Unione europea presso il Tribunale di Campobasso

### Giustizia minorile
- Tribunale per i minorenni di Campobasso
- Corte d’appello di Campobasso, sezione per i minorenni

### Sorveglianza
- Ufficio di sorveglianza di Campobasso
- Tribunale di sorveglianza di Campobasso

### Giustizia tributaria
- Commissione tributaria provinciale (CTP): Campobasso ed Isernia
- Commissione tributaria regionale (CTR) Molise (Campobasso)

### Giustizia militare
- Tribunale militare di Napoli
- Corte d’appello militare di Roma

### Giustizia contabile
- Corte dei Conti: Sezione Giurisdizionale per la regione Molise, sezione regionale di controllo per il Molise, Procura regionale presso la sezione giurisdizionale per il Molise (Campobasso)[4]

### Giustizia amministrativa
- Tribunale Amministrativo Regionale per il Molise – Campobasso[5]

### Usi civici
- Commissariato per la liquidazione degli usi civici di Campania e Molise, con sede a Napoli